# Diascia capensis
Diascia capensis är en flenörtsväxtart som först beskrevs av Carl von Linné, och fick sitt nu gällande namn av James Britten. Diascia capensis ingår i släktet tvillingsporrar, och familjen flenörtsväxter. Inga underarter finns listade i Catalogue of Life.